# Фреквенцијски нацрти
Фреквенцијски нацрти садрже само категоричке варијабле. У категоричке варијабле не спадају само праве квалитативне варијабле већ и неке нумеричке варијабле и то оне код којих су објекти сврстани у категорије на основу њихових нумеричких вредности.
У фази I се код ових нацрта често користе случајни узорци, али се могу користити и пригодни, онда када су примерени. Фаза II се односи на одређивање вредности варијабли, а она се у фреквенцијским нацртима своди на то да се за сваку варијаблу утврђује којој категорији припадају испитивани објекти. Дакле врши се поступак категоричког мерења тј. класификовања објеката. Фаза III је статистичка обрада, која се у овим нацртима заснива на установљавању фреквенци тј. броја објеката који припадају појединим категоријама или комбинацијама категорија. Ако има више од једне варијабле, онда се рачуна и корелација између варијабли. У оваквим нацртима обрада резултата често се врши поступком хи-квадрат анализе.
Фреквенцијски нацрти са једном варијаблом називају се униваријатни нацрти, са две биваријатни, са три триваријатни. Са више од две варијабле називају се мултиваријатни нацрти.

## Униваријантни нацрти
Постоји само једна варијабла. Она мора бити регистрована варијабла, а може имати две, три или више категорија, тј. може бити речи о дихотомији, трихотомији или политомији. У истраживању се утврђују фреквенце категорија тј. колико чланова узорка припада појединим категоријама. У наредној фази обраде резултата истраживања посебно занимају нумерички односи између фреквенци различитих категорија. Једно истраживање може садржати више униваријатних нацрта.
Постоје две врсте шема које се користе за представљање структуре фреквенцијских нацрта, тј. за приказивање варијабли, категорија и њихових комбинација. То су матрице и стабла нацрта. Такве шеме представљају компоненте сложенијих шема у сложенијим нацртима. Оне служе за јасан приказ структуре нацрта, пре сакупљања података, као и за организацију добијених резултата, после сакупљања података.
Једно истраживање може садржати више униваријатних нацрта. На пример, у анкети са затвореним питањима, где за свако питање постоји одређен број понуђених одговора, свако питање се може третирати као варијабла, а сваки понуђени одговор као категорија те варијабле. У истраживању се утврђује колико субјеката је одабрало какав одговор, тј. колико субјеката припада појединим категоријама варијабле. Таква анкета садржи онолико униваријатних нацрта колико има питања.

### Матрице нацрта
Матрица је табела чији се делови називају ћелије, а свака ћелија садржи по један елемент матрице. Матрице нацрта као елементе садрже одређене ознаке (док матрице података као елементе садрже мере утврђене у истраживању). Матрице униваријантних нацрта су једнодимензионалне матрице, или 1-D матрице. Број ћелија матрице једнак је броју категорија варијабле, а свака ћелија садржи ознаку једне категорије.
Ознаке могу бити апстрактне и конкретне. Апстрактне ознаке су најчешће мала или велика слова индексирана бројевима као нпр. а1, а2, а3. Матрица са апстрактним ознакама служе као шеме за све нацрте са одређеним бројем категорија. За конкретна истраживања могу се користити и конкретне ознаке а то могу бити пуна имена, скраћенице или почетна слова имена варијабли категорија. Сама матрица се најчешће апстрактно означава великим словом (нпр. А), а тако се означава и варијабла, док за конкретну ознаку може нпр. служити почетно слово имена варијабле или цело име. Понекад се поред матрице А користи и тзв. тотална матрица или укупна матрица, која се означава са T или U; она се састоји од једне једине ћелије, а односи се на комбинацију свих категорија.

### Стабло нацрта
Назив потиче од изгледа, обрнутог разгранатог стабла, које може имати неколико слојева грана. У случају униваријантних нацрта користи се једнослојно стабло нацрта. Број грана једнак је броју категорија. Уз сваку грану уписује се ознака категорије.

### Примери

#### Униваријатни нацрти са две категорије
- Део истраживања где се гледа колико у узорку има жена, а колико мушкараца код варијабле „пол”
- У анкетама са ставкама на које се могу дати само два одговора („слажем се” или „не слажем се”) с одређеном тврдњом

#### Униваријатни нацрти са три категорије
- У истраживању омиљености различитих врста музике, од којих су дате рок, народна и џез музика, где истраживаче занима колико субјеката припада одређеним категоријама
- Категоризација на младе, средњовечне и старе особе
- Категоризација на становнике града, вароши и села
- Подела именица на женски, мушки и средњи род

#### Униваријатни нацрти са четири категорије
- Испитивање утицаја боје паковања истог производа, који се пакује у амбалажу жуте, плаве, црвене и зелене боје, те се касније утврђује број продатих примерака у свакој од четири боје

#### Униваријатни нацрти са пет категорија
- У анкети се степен слагања са неким ставом може утврдити избором једног од понуђених пет одговора

#### Униваријатни нацрти са више категорија
- У предизборној анкети се наведу сви могући кандидати на предстојећим изборима, па се од испитаника тражи да означи оног кандидата за којег ће гласати, укључујући и одговоре да се још увек није одлучио или неће да гласа ни за једног

## Биваријантни нацрти
У овима постоје две варијабле од којих свака има две или више категорија. У нацртима се користи дводимензионална укрштена класификација. Свака категорија једне варијабле комбинује се са сваком категорија друге варијабле. У овим нацртима су или обе варијабле регистроване или је једна регистрована а друга селективна или манипулативна. Варијабле се апстрактно означавају са A и B а њихове категорије са а1, а2 итд. и b1, b2 итд. Биваријантни нацрти спадају у најчешће од свих фреквенцијски нацрт. Знатно сложенији од униваријатних. Могу се класификовати према типу, тј. према броју категорија у оквиру сваке варијабле Најпростији тип биваријантног нацрта је онај у коме обе варијабле имају само по две категорије. За њега се каже да је „типа 2 x 2” („два пута два”).
Нацрт у коме једна варијабла има две категорија, а друга три, назива се „нацрт типа 2 x 3” или „типа 3 x 2”. Користе се и нацрти осталих бројева. Апстрактна ознака биваријантни нацрта је „axb” („а пута b”), где а означава број категорија варијабле А док b означава број категорија варијабле B. Знак х симболизује множење броја категорија и означава број ситуација, тј. комбинација категорија у нацрту. Основи облик дескриптивне обраде података у биваријантним нацртима је утврђивање фреквенце ситуација тј. утврђивање броја објеката који спадају у поједине ситуације. На основу фреквенци категорија утврђује се постојање корелације између две варијабле у биваријантном истраживању.

### Матрице нацрта
Основна матрица биваријантни нацрта је дводимензионална матрица тј. 2-D матрица, која се означава са AB или са AxB. Матрица има две димензије, хоризонталну и вертикалну. За такву матрицу као и за сам нацрт каже се да је „типа axb”, чиме се означава број редова и колона у матрици. Број категорија једне варијабле једнак је броју редова матрице AB а број категорија друге варијабле једнак је броју колона. Број ћелија матрице једнак је броју ситуација а саме ћелије садрже ознаке ситуација које се састоје од комбинације ознака одговарајућих категорија. Поред основне матрице AB, у приказу биваријантни нацрта користи се још известан број матрица. Те се матрице изводе из матрице AB на два начина поступком сажимања матрице, којим се добијају тзв. маргиналне матрице, и поступком разлагања матрице, којим се добијају тзв. просте матрице такође назване и условне матрице.

### Сажимање матрице АВ
Овим се поступком из матрице AB добијају 1-D матрице означене са A и B као и тотална матрица T. Те матрице се користе зато што сваки биваријатни нацрт садржи и два одговарајућа маргинална униваријатна нацрта. Узима се у обзир само једна варијабла док се по другој варијабли врши сажимање тј. она се не узима у обзир. Матрица Т је заједничка за њих две. 1-D матрице A и B називају се маргиналне матрице, зато што се налазе на ивицама матрице AB. Одговарајући униваријатни нацрти називају се маргинални унив. нацрти. Матрице AB, A, B и Т једним именом се називају главне матрице биваријантни нацрта. То нису све матрицe које се појављују у биваријантни нацртима.

### Разлагање матрице AB
Сваки биваријантни нацрт осим поменута два маргинална униваријатна нацрта садржи још неколико униваријатних нацрта. То су нацрти који садрже све категорије једне варијабле и само једну категорију друге. 2-D матрица AB се на два начина може разложити на 1-D подматрице, и то с обзиром на категорије варијабле A и с обзиром на категорије варијабле B.
Подматриц настале разлагањем 2-D матрице AB називају се просте или условне 1-D матрице. Пример означавања подматрице: B/а1 (чита се „бе на а један”). У матрици типа 2 х 2 постоје 4 просте 1-D подматрице. Свака од простих 1-D матриц има посебну тоталну матрицу; те тоталне матриц су одговарајуће ћелије маргиналних 1-D матрица означене као Т/а1, Т/а2… Т/b1 итд. Матрица типа axb садржи a + b простих унивар. нацрта. У нацрту 2 х 2 постоје три 1-D матрице које се односе на варијабле А: то су проста матрица А/b1, проста матриц А/b2 и маргинална матриц А.
Двослојна стабла нацрта. По један слој гранања за сваку варијаблу. Постоје две варијанте стабла, зависно од тога која варијабла се односи на који слој.

### Примери

#### Нацрти 2 х 2

##### Две регистроване варијабле
- У оквиру истраживања карактеристика студената може се користити овај нацрт за утврђивање односа између пола и пушења. Варијабла А (пол) има две категорије, мушки и женски, а варијабла В (пушење), има исто две, пушачи и непушачи. Обе варијабле су дихотомне, ау нацрту стоје 4 комбинације категорија, односно 4 ситуације: жене пушачи, жене непушачи, мушкарци пушачи и мушкарци непушачи.

##### Једна селективна и једна регистрована варијабла
- Један начин да се утврди да ли пушење и интелигенција корелирају јесте да се скупи једнак број пушача и непушача (пушење је селективна варијабла) и да им се зада тест интелигенције (регистрована варијабла). Резултати теста могу створити категорије: исподпросечно интелигентни пушачи и изнадпросечно интелигентни. Такође има 4 могуће ситуације.

##### Једна манипулативна (независна) и једна регистрована (зависна) варијабла
- Успешност неке вакцине над животињама се може проверити на следећи начин. Животиње се поделе на две уједначене групе, а затим се једна група вакцинише, а друга не. Затим се све животиње инфицирају вирусом неке болести. После извесног времена се утврђује које су болесне, а које нису. У овом нацрту, вакцинација је манипулативна независна варијабла, а оболелост регистрована, зависна варијабла. И у овом нацрту постоје 4 могуће ситуације. Оно што се жели утврдити јесте корелација између вакцинације и оболелости, да ли ће невакцинисане животиње бити претежно оболеле, а вакцинисане претежно необолеле. Истраживач у таквом случају може да донесе каузални закључак, да вакцина узрокује смањење оболелости.

#### Нацрт 2 х 3
- У истраживању жели да се одреди однос варијабли „узраст” и „рукост”. Људи у истраживању се могу категорисати на младе, средњовечне и старе и утврдити колико у свакој категорији има дешњака, а колико левака.

#### Нацрт типа 2 х 5
- У истраживању политичких ставова мушкараца и жена, може се користити сложенији тип одговора, а не дихотомија „слажем се” и „не слажем се”, односно одговори од 1 до 5 у зависности од слагања.

## Мултиваријантни нацрти
У њима се користи мултидимензионална укрштена класификација, тј. свака категорија сваке варијабла се комбинује са сваком категоријом свих других варијабли. Троваријатни нацрти су типа axbxc, нацрти са четири варијабле су типа axbxcxd итд. Нацрт типа 2 х 2 х 2 је најпростији тип триваријатног нацрта, у којем су све три варијабле дихотомне и где постоји 2 х 2 х 2 = 8 ситуација. Варијабле се апстрактно означавају са A, B, C, D итд. а њихове категорије одговарајућим индексираним малим словима нпр. а1, b4, c2, d3 итд.

### Матрице и стабла нацрта
У приказу помоћу стабла реч је о трослојном стаблу. Основна матриц триваријатног нацрта је тродимензионална матрица, тј. 3-D матрица. То је тродимензионално тело чије димензије, дужина, ширина и висина, одговарају варијаблама A, B и C. Та матриц означава се са ABC или AxBxC. Њене ћелије, које одговарају појединим ситуацијама, означавају се комбинацијом ознака трију вар, нпр. а2b3c1. Најчешће се приказује у разложеном облику, тј. помоћу подматрица.

### Разлагање матрице ABC
Начин је аналоган начину разлагања биваријабле нацрта само са једном дименз. више. Може се разложити на три начина и то по варијабли A, B или C; то је разлагање на просте (условне) 2-D матрице. Те матрице настају укрштањем свих категорија двеју варијабли и само једне категорија треће варијабле. Није нужно да у конкретном нацрту истраж. размотри све могуће приказе, већ само оне који су најпогоднији за схватање структуре конкретног истр.

### Сажимање матрице ABC
У триваријатном нацрту из 3-D матрице ABC настају три маргиналне 2-D матрице које се означавају са AB, AC и BC. Извођењем триваријатног истр. може се рећи да су истовремено изведена још три биваријатна истр. (и три униваријатна истр. (по унивар. нацрту)). Ова истр. заснивају се на 2-D класификацијама које настају из 3-D класификације тако што се класификација с обзиром на једну од три варијабле занемарује.
Матрица ABC као и све матрице настале из ње сажимањем а то су матрице AB, AC, BC, A, B, C и Т представљају главне матрице триваријатног нацрта и има их укупно осам. Поред ових матрица у трив. нацрту постоји и известан број простих 2-D и 1-D матрица које су из матрице ABC настале разлагањем и представљају додатна истр. по биваријантни и унивар. нацртима садржана у триваријантном нацрту.
У истраживањима се могу употребити и нацрти са више од три варијабле али се у коришћењу оваквих нацрта не можемо потпуно ослонити на геометријски приказ. Да би се приказала, 4-D матрица се мора више пута разложити. Може се и сажети.

### Примери

#### Нацрт 2 х 2 х 2
- У анкети о слагању са неким политичким ставом се бележи одговор, пол и узраст. У овом истраживању постоје 3 варијабле. Варијабла А „став” (категорија а1 — слагање, категорија а2 — неслагање), варијабла В „пол” (b1 — мушки, b2 — женски), варијабла С (с1 — млади (млађи од 30 год.) и с2 (старији од 30 год)). Постоји осам могућих ситуација.

#### Нацрт типа 2 х 3 х 4
- У истраживању се жели упоредити делотворност три типа вакцина од 5, 10, 15 и 20 милиграма. За сваку групу потребно је на пример 10 животиња, односно 40 животиња уа једну вакцину. Првих десет животиња добија дозу прве вакцине од 5 милиграма, других 10 дозу од 10, трећих 10 од 15 милиграма… Исто се дешава и другом и трећом вакцином. Животиње се потом инфицирају вирусом. Варијабла А је оболелост (а1 — оболели, а2 — необолели), варијабла В је тип вакције (b1 — први тип вакцине, b2 — други тип вакцине, b3 — трећи тип вакцине) и варијабла С „доза” (с1 — 5 милиграма, с2 — 10 милиграма, с3 — 15 милиграма и с4 — 20 милиграма).

#### Нацрт типа 3 х 3 х 3
У истраживању се испитује омиљена музика (рок, народна, џез) у односу на место становања (град, село, варош) и у односу на узраст (млади, средњовечни и стари). Овде постоји 27 могућих комбинација.